# The Woman in Red
The Woman in Red (A Mulher de Vermelho (título em Portugal) ou A Dama de Vermelho (título no Brasil)) é um filme americano de 1984, do gênero comédia romântica, escrito e dirigido por Gene Wilder. Wilder também escreveu o roteiro, adaptando-o do filme de Yves Robert, Pardon Mon Affaire (Un éléphant ça trompe énormément). É co-estrelado por Charles Grodin, Gilda Radner, Joseph Bologna, Judith Ivey e Kelly LeBrock. O filme ganhou publicidade para Kelly LeBrock, uma modelo da vida real fazendo sua estreia na tela, particularmente para a cena do vestido voando com o vento, uma variação da pose icônica de Marilyn Monroe em The Seven Year Itch.
O prédio onde Charlotte vive é o na vida real Brocklebank Apartments na 1000 Mason Street em São Francisco, Califórnia, é o mesmo usado como residência de Kim Novak no filme Vertigo. Melanie Griffith desistiu do papel de Charlotte para viver Holly no filme Body Double. O homem que posa de piloto na foto como marido de Charlotte é o roteirista Jean-Loup Dabadie, que escreveu o filme francês original que inspirou este remake.
A música do filme é de John Morris e as canções de Stevie Wonder, cantadas por Stevie Wonder e Dionne Warwick. O filme ganhou um Oscar de Melhor Canção Original por "I Just Called to Say I Love You", interpretado por Stevie Wonder. A canção recebeu uma indicação para a lista das melhores canções de filmes estadunidenses segundo o American Film Institute.
The Woman in Red foi lançado pela Orion Pictures nos Estados Unidos em 15 de agosto de 1984. O filme foi originalmente lançado em VHS, LaserDisc e depois em DVD. Nos EUA e no Canadá, Kino Lorber lançou em Blu-ray em 2017 com um trailer e uma faixa de comentários em áudio do crítico e cineasta Jim Hemphill. Em janeiro de 2019, um Blu-ray alemão foi lançado.

## Sinopse
O executivo Teddy Pierce sempre andou na linha... até conhecer a dama de vermelho. Com pernas maravilhosas e um estilo de arrasar, a sexy Charlotte é tudo aquilo que a fantasia ousa imaginar. Teddy está fadado a se encrencar, após ter decidido ceder, só esta única vez, à tentação, e ele está ansioso pelo momento mais romântico de sua vida. Mas o que Teddy não pode antever são as hilárias complicações que ocorrem quando seus amigos, sua secretária e o marido de Charlotte se envolvem na história.

## Elenco
- Gene Wilder .... Theodore "Teddy" Pierce
- Kelly LeBrock .... Charlotte
- Gilda Radner ....Ms. Milner
- Charles Grodin .... Buddy
- Joseph Bologna .... Joey
- Judith Ivey .... Didi Pierce
- Michael Zorek .... Shelly
- Michael Huddleston .... Michael
- Arthur Bailey .... Jocko
- Kyra Stempel .... Missy Pierce
- Robin Ignico .... Becky Pierce
- Viola Kates Stimpson .... Mama Dell

## Principais prêmios e indicações
Oscar 1985 (EUA)
- Ganhou o Oscar de melhor canção original ("I Just Called to Say I Love You").

Globo de Ouro 1985 (EUA)
- Venceu na categoria de melhor canção original ("I Just Called to Say I Love You").

BAFTA 1985 (Reino Unido)
- Recebeu uma indicação na categoria de melhor canção original ("I Just Called to Say I Love You").

## Curiosidades
- Foi um dos primeiros filmes lançados a receber a classificação de censura PG-13, que havia sido recentemente criada.[5]
- Refilmagem de O Doce Perfume do Adultério, de 1976.[5]

## Dublagem no Brasil
No Brasil, o filme foi dublado na época do seu lançamento pelo estúdio Herbert Richers e traz as vozes de Mário Monjardim (Gene Wilder), Mário Jorge (Charles Grodin), Sumara Louise (Kelly LeBrock), Júlio César (Joseph Bologna), Carmen Sheila (Judith Ivey), Hélio Ribeiro (Michael Huddleston) e Maria Helena Pader (Gilda Radner). A dublagem inclui ainda as vozes de Paulo Flores, Teresa Cristina, Francisco José, Ilka Pinheiro, Jomery Pozolli, Newton Apollo e Orlando Prado.